# 피라진아마이드
피라진아마이드(Pyrazinamide)는 결핵을 치료하는 약의 하나이다. 이 약은 대체로 세균 발육을 저지하지만, 활동적으로 번식하는 결핵균에서는 살균성을 갖기도 한다.

## 약자
약자로서 PZA와 Z가 주로 쓰인다.

## 복용량
- 1일 20 ~ 25 mg/kg 또는,
- 1주일에 3회 복용시 50 ~ 70 mg/kg.

영국 흉부과협회(British Thoracic Society) 지침은, 체중이 50 kg 미만인 경우 1일 1.5g, 그 이상인 경우 1일 2g이다.
피라진아마이드는 복제약품이며, 다양한 방식으로 존재한다. 피라진아마이드 알약은 통상 500mg이고, 표준 결핵 치료 요법에서 가장 큰 부피를 차지한다. 피라진아마이드 알약은 일부 환자가 삼킬 수 없을 정도로 크다. 이들을 위해서는 피라진아마이드 시럽을 선택할 수 있다.
피라진아마이드는 또한 이소니아지드와 리팜피신과 같은 다른 결핵약과 조합하여 고정된 복용량으로 제공되기도 한다.

## 약물 동력학
피라진아마이드는 복용으로 잘 흡수된다. 약제는 염증이 생긴 뇌막을 통과하고, 결핵수막염 치료의 필수 역할을 담당하고 있다. 간에서 대사작용하며, 대사 산물은 신장을 통해 배출된다.
피라진아마이드는 통상적으로 여러 나라에서 임신 중에 사용된다. 세계 보건 기구에서는 이 약을 임신 중에 사용하는 것을 권장한다. 그리고, 그것이 안전함을 입증하는 광범위한 임상 경험이 있다. 미국에서는 안전하다는 증거가 부족함을 들어 피라진아마이드를 임신 중에 사용하지 않는다. 피라진아마이드는 혈액 투석으로 제거되므로, 항상 투석이 끝나고 복용하여야 한다.

## 의학적 사용
피라진아마이드는 결핵균의 결핵 치료에서만 이소니아지드, 리팜피신과 같은 약들과 함께 사용되며, 단독으로 사용되는 경우는 없다. 특히, 이 약은 다른 미코박테륨의 치료에 사용되지 않는다. 'Mycobacterium bovis' 와 'Mycobacterium leprae'는 선천적으로 피라진아마이드에 내성을 갖고 있다. 피라진아마이드는 필요한 경우 치료 기간을 줄이기 위해 처음 2달 간 사용된다. 피라진아마이드가 포함되지 않은 요법은 9개월 이상의 복용이 필요하다.
피라진아마이드는 리팜피신과 함께 잠복기 결핵의 치료에 주로 사용된다.

## 작용 기제
피라진아마이드는 결핵균의 성장을 막는 프로드러그이다.
결핵균은 산성 환경에서만 활성화되는 피라진아미다아제를 가지고 있다. 피라진아미다아제로 활성화된 피라진아마이드는 pyrazinoic 산으로 변하여 세균 안에 쌓인다. Pyrazinoic 산은 지방산합성효소(FAS) I에 방해되는 것으로 여겨지는데, 이러한 효과는 무시되기도 한다. Pyrazinoic 산의 축적이 막 퍼텐셜을 방해하여, 결핵균이 산성의 감염 부위에서의 생존에 필요한 에너지 생산에 개입한다는 주장이 제기되었다.

## 부작용
피라진아마이드의 가장 흔한 (약 1%) 부작용은 관절통이다. 하지만, 보통은 그다지 심하지 않아 환자들이 피라진아마이드 복용을 중단하지 않아도 된다.
피라진아마이드의 가장 위험한 부작용은 간독성으로, 복용량과 관련이 있다. 피라진아마이드의 예전 복용량은 매일 40 ~ 70 mg/kg을 복용하는 것이었으며, 약제로 인한 간독성의 발생은 권장 복용량이 줄어들면서 급격히 떨어졌다. 표준 4가지 약제 요법(이소니아지드, 리팜피신, 피라진아마이드, 에탐부톨)에서 주로 피라진아마이드에 의해 간독성이 발생한다. 임상적으로 피라진아마이드로 인한 간독성을 이소니아지드나 리팜피신에 의한 간독성과 구분하는 것은 불가능하며, 복용량의 테스트가 필요하다.(결핵의 치료 참조)
다른 부작용으로는 구역질, 구토, 식욕 부진, 철아구성빈혈, 피부 발진, 두드러기, 가려움증, 고요산혈증, 배뇨 곤란, 간질성 신염, 불만감, 드물게 포르피린증, 발열이 있다.